# Stony Brook University (CDP, New York)
Stony Brook University est une census-designated place du comté de Suffolk, dans l'État de New York, aux États-Unis. En 2020, elle compte une population de 10 409 habitants.